# 中華人民共和国水利部

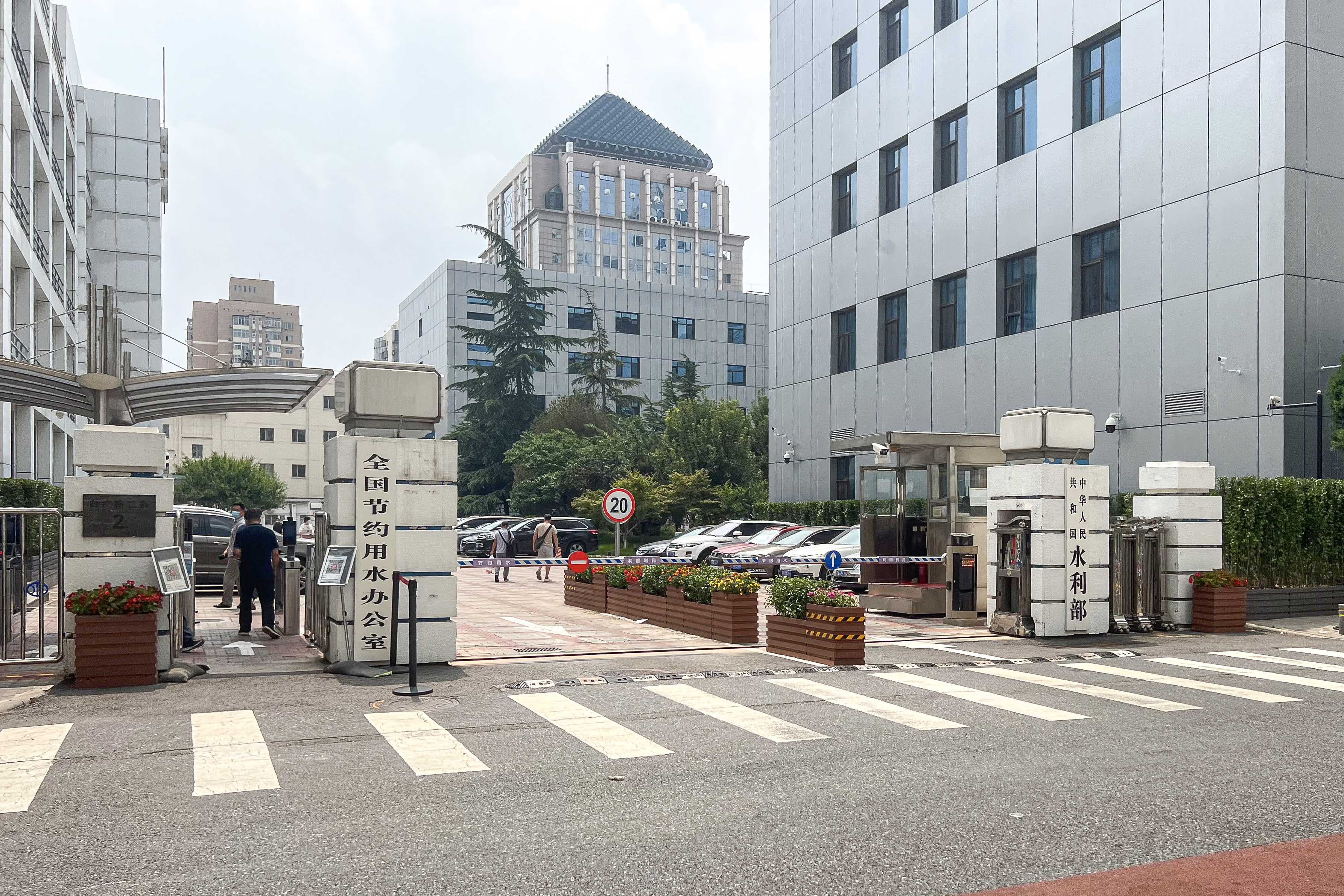
本部

中華人民共和国水利部（ちゅうかじんみんきょうわこくすいりぶ）は、中華人民共和国国務院に属する行政部門。水道行政を管轄する。

## 歴史
1949年10月1日、中華人民共和国の建国に伴い、中央人民政府水利部として成立。1954年9月に政務院が国務院に改組されたことに伴い、中華人民共和国水利部に改称。1958年2月11日に電力部と合併して水利電力部となる。1979年2月23日、水利電力部は水利部と電力工業部に分割された。しかし、1982年の国務院機構改革によって再び水利部と電力工業部と合併し、水利電力部が設置された、1988年4月、水利電力部は再度水利部に改組され、現在に至る。

## 下位機構
16の職能司（日本の庁にあたる）が置かれている。
1. 弁公庁
2. 企画・計画司
3. 政策法規司
4. 水資源水文司
5. 経済調節司
6. 人事労働司
7. 国際合作・科学技術教育司
8. 建設・管理司
9. 水土保持司
10. 農村水利司

## 歴任部長
- 傅作義
- 銭正英
- 楊振懐  (1988年4月 - 1993年3月）
- 鈕茂生（1993年3月 - 1998年11月）
- 汪恕誠（1998年11月 - 2007年4月）
- 陳雷 （2007年4月 - 2018年3月）
- 鄂竟平 （2018年3月 - 2021年2月)
- 李国英  (2021年2月 -)